# منتخب الكويت للكريكيت في قطر عام 2019
قام فريق الكريكيت الكويتي بجولة في قطر في يوليو 2019 للعب سلسلة من ثلاث مباريات دولية من بطولة T20I. كانت هذه أول سلسلة T20I ثنائية لكلا الجانبين. شكلت السلسلة جزءًا من استعداد كلا الفريقين لبطولة نهائيات التصفيات الإقليمية الآسيوية لتصفيات كأس العالم ICC T20 لعام 2019. أقيمت جميع المباريات في ملعب ويست إند بارك الدولي للكريكيت في الدوحة. فازت الكويت بالمباراة الافتتاحية بسبعة ويكيت، قبل أن تُحسم المباراة الثانية بمباراة سوبر أوفر التي فازت بها قطر، بعد تعادل المباراة. فازت قطر بالمباراة النهائية بثلاثة ويكيت لتفوز بالسلسلة 2-1.

## الفرق
| قطر | الكويت |
| --- | --- |
| - تامور سجاد (كابتن) - إنعام الحق ‏ - إقبال حسين - ظاهر إبراهيم ‏ - فيصل جاويد ‏ - كامران خان - قلندر خان ‏ - أويس مالك ‏ - غايا مانوييرا ‏ - محمد نديم - محمد رزلان ‏ - تامور سجاد - نعمان سرور ‏ - موسور شاه ‏ - محمد تنوير ‏ | - محمد كاشف (كابتن) - قائمة لاعبي الكريكيت الدوليين في الكويت - قائمة لاعبي الكريكيت الدوليين في الكويت - قائمة لاعبي الكريكيت الدوليين في الكويت - قائمة لاعبي الكريكيت الدوليين في الكويت (wk) - نويد فخر - جاندو حمود - قائمة لاعبي الكريكيت الدوليين في الكويت - قائمة لاعبي الكريكيت الدوليين في الكويت - رافيجا سانداروان - مورشد مصطفى سرور - قائمة لاعبي الكريكيت الدوليين في الكويت - قائمة لاعبي الكريكيت الدوليين في الكويت - قائمة لاعبي الكريكيت الدوليين في الكويت (wk) |

## سلسلة T20I

### الجولة الأولى T20I
| فاز الكويت بـ7 ويكيت ملعب وست إند بارك الدولي للكريكيت، الدوحة الحكام: شيفاني ميشرا ‏ (قطر) ومحمد نسيم (قطر) رجل المباراة: قائمة لاعبي الكريكيت الدوليين في الكويت (الكويت) |

- فاز الكويت بالقرعة واختار الإرسال أولاً.
- قلندر خان  [لغات أخرى]‏، غايا مانوييرا  [لغات أخرى]‏ (قطر)، قائمة لاعبي الكريكيت الدوليين في الكويت، قائمة لاعبي الكريكيت الدوليين في الكويت، قائمة لاعبي الكريكيت الدوليين في الكويت، قائمة لاعبي الكريكيت الدوليين في الكويت، قائمة لاعبي الكريكيت الدوليين في الكويت، قائمة لاعبي الكريكيت الدوليين في الكويت وقائمة لاعبي الكريكيت الدوليين في الكويت (الكويت) جميعهم لعبوا أول مباراة T20I لهم.

### الجولة الثانية من T20I
| تعادل (قطر فازت في سوبر أوفر ‏) ملعب وست إند بارك الدولي للكريكيت، الدوحة الحكام: رياض كوروبكار (قطر) وشيفاني ميشرا ‏ (قطر) رجل المباراة: نعمان سرور ‏ (قطر) |

- فازت قطر بالقرعة واختارت الإرسال أولاً.

### الجولة الثالثة من T20I
| فازت قطر بـ3 ويكيت ملعب وست إند بارك الدولي للكريكيت، الدوحة الحكام: رياض كوروبكار (قطر) ومحمد نسيم (قطر) رجل المباراة: محمد رزلان ‏ (قطر) |

- فازت قطر بالقرعة واختارت الإرسال أولاً.
- موسور شاه  [لغات أخرى]‏ (قطر) وقائمة لاعبي الكريكيت الدوليين في الكويت (الكويت) لعبا أول مباراة T20I لهما.